# یواس‌اس سورن (ای‌او-۶۱)
یواس‌اس سورن (ای‌او-۶۱) (به انگلیسی: USS Severn (AO-61)) یک کشتی بود که طول آن ۵۵۳ فوت (۱۶۹ متر) بود. این کشتی در سال ۱۹۴۴ ساخته شد.